# بنك طاجيكستان الوطني
بنك طاجيكستان الوطني هو البنك المركزي لجمهورية طاجيكستان. ينخرط البنك في وضع سياسات لتشجيع الإدماج المالي وهو عضو في التحالف من أجل الشمول المالي. بلغت ودائع بنك طاجيكستان الوطني خلال النصف الأول من عام 2013 ما قيمته 1.09 مليون دولار، بزيادة قدرها أكثر من 17 ٪ مقارنة بالفترة نفسها من عام 2012.

## روابط خارجية
- الموقع الرسمي
 (بالروسية) (بالإنجليزية) (بالطاجيكية)